# Chronik der Anna Magdalena Bach
Chronik der Anna Magdalena Bach är en västtysk långfilm från 1968 i regi av Danièle Huillet och Jean-Marie Straub. Filmen berättar den sanna historien om kompositören Johann Sebastian Bachs liv, berättat från hans hustru Anna Magdalenas perspektiv. 
Filmen belönades med en "Sutherland Trophy" under British Film Institute Awards-galan och nominerades för en "Golden Berlin Bear" under Berlin International Film Festival.

## Rollista i urval
- Gustav Leonhardt - Johann Sebastian Bach
- Christiane Lang - Anna Magdalena Bach
- Paolo Carlini - Hölzel
- Ernst Castelli - Steger

### Fotnoter
1. 1 2  läs online, www.filmaffinity.com , läst: 13 april 2016.[källa från Wikidata]
2. 1 2  läs online, Internet Movie Database , läst: 13 april 2016.[källa från Wikidata]
3. ↑  filmportal.de.[källa från Wikidata]
4. ↑  läs online, seventh-row.com .[källa från Wikidata]
5. 1 2 3 4 5 6 7 8 9  läs online, Internet Movie Database .[källa från Wikidata]